# Francisco Rákóczi I
Francisco Rákóczi I de Felsővadász (en húngaro: I. Rákóczi Ferenc) (Gyulafehérvár, Transilvania 24 de febrero de 1645 – Zboró, Eslovaquia 8 de junio de 1676). Noble húngaro y Príncipe electo de Transilvania (1652–1658). Hijo del Príncipe Jorge Rákóczi II y Sofía Báthory.

## Biografía
Nació el 24 de febrero de 1645, como hijo único de Jorge Rákóczi II y Sofía Báthory. Francisco Rákóczi I fue nombrado Príncipe transilvano por la Asamblea aún durante la vida de su padre el 18 de febrero de 1652. Jorge Rákóczi II había sido destituido en dos ocasiones, y reemplazado, primero por Francisco Rhédey en 1658, y tras recuperar el poder con un golpe de Estado, por Ákos Barcsay en 1658. Jorge Rákóczi II continuó actuando paralelamente como Príncipe y tratando de recuperar el trono, hasta que resultó gravemente herido en la batalla de Szászfenes el 22 de mayo de 1660, y a los pocos días murió. De esta manera pasó el poder definitivamente a los turcos otomanos y a los nobles húngaros que los apoyaban, desapareciendo consigo las esperanzas del joven Francisco Rákóczi I de recuperar el poder.
Un año después, el 15 de agosto de 1661 Sofía Báthory y su hijo Francisco se convirtieron del calvinismo al catolicismo y se mudaron a los territorios de la familia en la Hungría controlada por los germánicos. Pronto, el 1 de enero de 1666, Francisco Rákóczi I, se volvió gobernador de la provincia de Sáros y obtuvo dicho título en forma hereditaria. El 1 de marzo tomó por esposa a Elena Zrínyi y era considerado uno de los nobles húngaros de mayor confianza del emperador germánico y rey húngaro Leopoldo I de Habsburgo.
Sin embargo, Francisco Rákóczi I, aliado con Pedro Zrínyi y Cristóbal Frangepán intentaron llevar a cabo un atentado contra los Habsburgo para así obtener la independencia de los territorios húngaros bajo su control, y en 1670 se llevó a cabo un alzamiento en la provincia junto al río Tisza. Dicho movimiento resultó un fracaso y pronto Francisco halló refugio con su madre y los jesuitas, luego de pagar un enorme rescate por su crimen. El 21 de febrero de 1671 se llegó a acuerdo entre Sofía Báthory y Leopoldo I: luego de entregarle al emperador todos los territorios húngaros del norte, más el pago de una indemnización, los germánicos librarían de todo cargo criminal a Francisco. Luego de esto trató de permanecer neutral hasta el día de su muerte ante los conflictos entre húngaros y los Habsburgo.
El primogénito de Rákóczi y Helena Zrínyi murió no mucho luego de nacer en 1667, posteriormente en 1672 nació una hija, Juliana y en 1676 nació Francisco, su segundo varón quien alcanzó la edad adulta y posteriormente se convirtió en Príncipe de Transilvania. 
No mucho tiempo luego del nacimiento de su último hijo, Francisco Rákóczi I falleció en Zboro el 8 de julio de 1676 y fue enterrado en Kassa.
| Predecesor: Jorge Rákóczi I | Príncipe de Transilvania 1652-1658 | Sucesor: Francisco Rhédey |